# Pontella surrecta
Pontella surrecta är en kräftdjursart som beskrevs av Wilson 1950. Pontella surrecta ingår i släktet Pontella och familjen Pontellidae. Inga underarter finns listade i Catalogue of Life.